# Takahiro Nakazato
Takahiro Nakazato (中里 崇宏 Nakazato Takahiro?, nacido el 29 de marzo de 1990 en Tokio) es un futbolista japonés que se desempeña como centrocampista en el Gangwon FC de la K League 1.

## Trayectoria

### Clubes
| Club                    | País          | Año         |
| ----------------------- | ------------- | ----------- |
| Yokohama FC             | Japón         | 2010        |
| Yokohama FC             | Japón         | 2012 - 2019 |
| Mito HollyHock (cedido) | Japón         | 2014        |
| Gangwon FC              | Corea del Sur | 2019 -      |

## Estadística de carrera

### J. League
| Club           | Año   | J. League | J. League | Copa J. League | Copa J. League | Total | Total |
| Club           | Año   | Part.     | Goles     | Part.          | Goles          | Part. | Goles |
| -------------- | ----- | --------- | --------- | -------------- | -------------- | ----- | ----- |
| Yokohama FC    | 2010  | 2         | 0         | -              | -              | 2     | 0     |
| Yokohama FC    | 2012  | 27        | 1         | -              | -              | 27    | 1     |
| Yokohama FC    | 2013  | 15        | 1         | -              | -              | 15    | 1     |
| Mito HollyHock | 2014  | 27        | 0         | -              | -              | 27    | 0     |
| Yokohama FC    | 2015  | 35        | 1         | -              | -              | 35    | 1     |
| Yokohama FC    | 2016  | 25        | 0         | -              | -              | 25    | 0     |
| Yokohama FC    | 2017  | 40        | 1         | -              | -              | 40    | 1     |
| Total          | Total | 171       | 4         | 0              | 0              | 171   | 4     |